# カネサル
カネサルとは、奄美地方に広がる庚申の日の信仰・風習である。

## 概略
喜界島を北限として、奄美地方に広まっている行事。山の神が海に降りて漁をする日であると伝わっており、サニンの葉で包んだカーシャモチ（カシャムチとも。一種の粽）を作って子供のいる親戚に配る。1980年から数十年前は、豚や牛を屠畜して肉を分配し、肩甲骨や足骨を村の境につるしていたという。
なお、庚申信仰の南限は鹿児島県の喜界島である。